# David Soul
David Richard Solberg, conegut artísticament com a David Soul (Chicago, Illinois, 28 d'agost de 1943 - 4 de gener de 2024), fou un actor de televisió i cinema i cantant estatunidenc, nacionalitzat britànic. Va obtenir la ciutadania britànica el 2004.

## Biografia
Fill d'un pastor luterà que va participar en la reconstrucció d'Alemanya després de la II Guerra Mundial, Soul va viatjar amb freqüència a aquest país durant la seva infància.
Va començar a ser conegut per les seves intervencions en l'espai The Merv Griffin Show en 1967, en el qual apareixia cantant, ocultant el seu rostre amb un passamuntanyes. Em dic David Soul, i vull ser conegut per la meva música, era la seva explicació.
A finals de la dècada de 1960 i principis de la dècada de 1970, va intervenir en nombroses sèries de televisió, com Here Come the Brides, Owen Marshall: Counselor at Law, I Dream of Jeannie, McMillan & Wife, Cannon, Gunsmoke, All in the Family, Star Trek: La sèrie original, The Streets of San Francisco, etc. No obstant això, l'estatus d'estrella de la televisió li va arribar gràcies al paper del detectiu Ken "Hutch" Hutchinson, en la sèrie de culte Starsky & Hutch, que va protagonitzar al costat de Paul Michael Glaser entre 1975 i 1979.
Paral·lelament va llançar la seva carrera musical, de la qual destaquen els temes Don't Give Up on Us (1977), número 1 en la llista Billboard 100 hot en aquest any i que va arribar a ser número 1 al Regne Unit, i Silver Lady (1977).
La seva carrera cinematogràfica va ser molt més reduïda, destacant un paper a Harry el Fort (1973), al costat de Clint Eastwood i el seu protagonisme en la minisèrie Salem's Lot, basada en la novel·la homònima de Stephen King.
El seu declivi artístic en la dècada de 1980 li va fer caure en el alcoholisme. No obstant això va continuar apareixent en episodis de sèries de televisió i en el film In The Line Of Duty: The FBI Murders (1988). En la dècada de 1990 es va traslladar a Londres, on va reprendre la seva carrera interpretativa, en aquest cas sobre els escenaris del West End, i va participar en muntatges com Jerry Springer - The Opera (2004) i Mack and Mabel (2006).
En 2004 va obtenir la nacionalitat britànica. Aquell any va aparèixer en l'adaptació cinematogràfica de Starsky & Hutch (2004), fent-hi un cameo del seu personatge, en els últims minuts.

## Vida personal
David Soul va estar casat en cinc ocasions i tenia cinc fills i una filla. El seu primer matrimoni va ser amb l'actriu Mirriam "Mim" Solberg, (de soltera Russeth), en 1964. La parella va tenir un fill, però el matrimoni sols va durar un any.
Després es va casar amb l'actriu Karen Carlson en 1968, després que es van conèixer en el set de la televisió en la sèrie "Here Come The Brides". La parella també va tenir un fill però es van divorciar en 1977.
Durant els anys en què es va filmar "Starsky & Hutch" va tenir una relació sentimental amb l'actriu Lynne Marta.
La seva tercera esposa va ser Carnel Sherman (l'ex-esposa d'un membre de Here Come the Bride, el coprotagonista i ídol pop juvenil Bobby Sherman), amb qui es va casar en 1980. Van tenir tres nens, però el matrimoni es va desintegrar perquè David Soul abusava del consum d'alcohol a més de tenir un caràcter violent. Havia tingut problemes per l'abús de l'alcohol per diversos anys, problema que ja havien afectat els seus previs matrimonis. Durant el matrimoni amb Sherman va ser detingut per assalt a la seva esposa, que estava embarassada de set mesos, i obligat a seguir un programa de teràpia de l'alcoholisme i per al control del seu caràcter. La parella es va divorciar en 1986.
Va tornar a casar-se en 1987, amb l'actriu Julia Nickson, amb qui va tenir una filla, China Soul, que és cantant i compositora. Soul i Nickson es van divorciar en 1993.
Soul va emigrar al Regne Unit als anys 90 i es va establir a Londres amb la seva parella, l'actriu estatunidenca Alexa Hamilton, però la parella més tard va trencar la relació.
La seva cinquena esposa va ser Helen Snell, amb la qual es va casar al juny del 2010. Tenien una relació des del 2002 després que es van conèixer quan ell treballava al Regne Unit en la producció teatral Deathtrap.
Al setembre de 2004, gràcies a la seva relació amb Helen Snell, va rebre la ciutadania britànica mentre retenia la ciutadania dels Estats Units. Era un fanàtic del futbol anglès i, en particular, de l'Arsenal F.C.
Va morir el 4 de gener de 2024, als 80 anys.

## Filmografia

### Film
| Any  | Títol                                      | Paper              | Notes    |
| ---- | ------------------------------------------ | ------------------ | -------- |
| 1971 | Johnny va agafar el fusell                 | Swede              |          |
| 1973 | Harry el Fort                              | Oficial John Davis |          |
| 1974 | The Disappearance of Flight 412            | Capità Roy Bishop  | Telefilm |
| 1975 | Dogpound Shuffle                           | Pritt              |          |
| 1977 | Little Ladies of the Night                 | Lyle York          | Telefilm |
| 1977 | The Stick Up                               | Duke Turnbeau      |          |
| 1983 | Through Naked Eyes                         | William Parrish    |          |
| 1985 | The Key to Rebecca                         | Alex Wolff         |          |
| 1986 | The Fifth Missile                          | Capt. Kevin Harris | Telefilm |
| 1988 | Cita amb la mort                           | Jefferson Cope     |          |
| 1989 | Prime Target                               | Peter Armetage     |          |
| 1992 | Grave Secrets: The Legacy of Hilltop Drive | Sam Haney          |          |
| 1994 | Pentathlon                                 | Mueller            |          |
| 2004 | Starsky i Hutch                            | El Hutch original  | cameo    |
| 2013 | Filth                                      | Punter             |          |

### Televisió
| Any       | Títol                                   | Paper                                | Notes                                            |
| --------- | --------------------------------------- | ------------------------------------ | ------------------------------------------------ |
| 1967      | Flipper                                 | Ranger Dennis Blake                  | 1 episodi                                        |
| 1967      | Star Trek                               | Makora                               | episodi "The Apple"                              |
| 1968–1970 | Here Come the Brides                    | Joshua Bolt                          | 52 episodis                                      |
| 1971      | All in the Family                       | Szabo Daborda                        | 1 episodi                                        |
| 1973      | Cannon                                  | Sean Cadden, Udo Giesen              | 2x16 Death Of A Stone Seahorse, 4x04 Lady in red |
| 1975–1979 | Starsky & Hutch                         | Detective Kenneth "Hutch" Hutchinson | 92 episodis                                      |
| 1979      | Salem's Lot                             | Ben Mears                            | 2-part movie                                     |
| 1980      | Rage!                                   | Cal Morrisey                         | Telefilm                                         |
| 1982      | World War III                           | Colonel Jake Caffey                  | Telefilm                                         |
| 1983      | Casablanca                              | Rick Blaine                          | 5 episodis                                       |
| 1983–1984 | The Yellow Rose                         | Roy Champion                         | 22 episodis                                      |
| 1985      | The Key to Rebecca                      | Alex Wolff                           | telefilm de 2 parts                              |
| 1988      | The Secret of the Sahara                | Tinent Riker                         | 4 episodis                                       |
| 1988      | In the Line of Duty: The F.B.I. Murders | Mike Lee Platt                       |                                                  |
| 1989      | Unsub                                   | John Westley "Westy" Grayson         | 8 episodis                                       |
| 1989      | Prime Target                            | Peter Armetage                       | telefilm                                         |
| 1991      | S'ha escrit un crim                     | Propietari del casino Wes McSorely   | 1 episodi                                        |
| 2003      | Little Britain                          | Ell mateix                           | 1 episodi                                        |

## Discografia

### Àlbums
- 1976: David Soul - UK #2 Australia #8
- 1977: Playing To An Audience Of One – UK #8 Australia #30
- 1979: Band Of Friends
- 1982: The Best Days of My Life[9]
- 1997: Leave A Light On[10]

### Singles
- "Don't Give Up On Us" (1976) UK #1, US #1
- "Going In With My Eyes Open" (1977) UK #2, US #54
- "Silver Lady" (1977) UK #1, US #52, CA RPM #70
- "Let's Have A Quiet Night In" (1977) UK #8
- "It Sure Brings Out The Love In Your Eyes" (1978) UK #12[10]
- "Dreamers" (1981)